# Quercus brittonii
Quercus brittonii là một loài thực vật có hoa trong họ Cử. Loài này được W.T.Davis miêu tả khoa học đầu tiên năm 1892.